# Мункар и Накир
Мунка́р и Наки́р (араб. منكر ونكير — му́нкар уа-наки́р) — в исламской эсхатологии ангелы, которые допрашивают и наказывают мёртвых в могилах (Азаб аль-Кабр). Имена Мункара и Накира часто упоминаются в Сунне, но ни разу не упоминаются в Коране. Некоторые толкователи склонны считать, что в аятах, где рассказывается о наказании грешников речь идёт именно об этих ангелах.

## Допрос
Согласно исламской эсхатологии, после смерти душа человека переходит в Барзах, в котором она пребывает до дня воскресения. После того, как кладбище покинет последний человек из похоронной процессии к умершему прибывают ангелы Мункар и Накир и задают три вопроса: «Кто твой Господь? Кто твой Пророк? Какова твоя религия?». Для праведного верующего правильными ответами будут слова о том, что его Господь — Аллах, что Мухаммад является его пророком, и что его религией является ислам. Если умерший отвечает правильно, время, которое он проведёт в ожидании дня воскресения будет приятным. Те же, кто не сможет правильно ответить на вопросы ангелов будут наказаны так, как описано это в Коране. Наказание неверующих происходит каждый день, кроме пятницы, пока Аллах не даст на это разрешение.

## Описание
Небольшие сведения о внешнем виде ангелов Мункара и Накира сохранились в Сунне пророка Мухаммеда. Эти ангелы описываются огромных размеров и черноглазыми. Они имеют при себе огромные молоты, которые обычный человек не в состоянии сдвинуть хоть на малость, а когда они говорят, то из их ртов вырываются языки пламени.